# Henyey (cràter)
Henyey és un cràter d'impacte que es troba a la cara oculta de la Lluna, amb el cràter Dirichlet molt proper al costat sud. A menys d'un diàmetre del cràter cap al nord-est apareix el gran cràter Mach, i al nord-oest es troba Mitra.

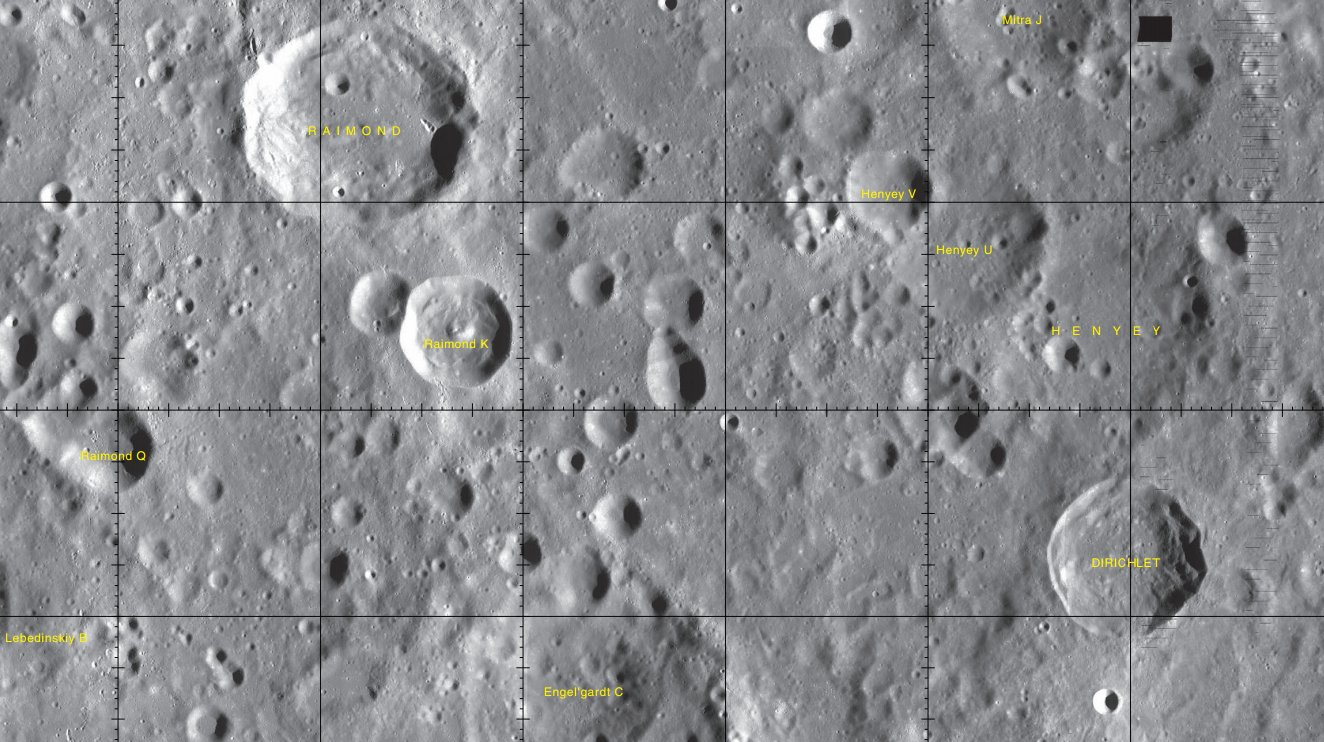
Localització de Henyey (centre dreta de la imatge)

Es tracta d'un cràter desgastat i erosionat que en part ha estat desintegrat per impactes posteriors. El cràter satèl·lit allargat Henyey U està unit a la vora exterior occidental. El sòl interior occidental de Henyey és interromput per alguns petits cràters.

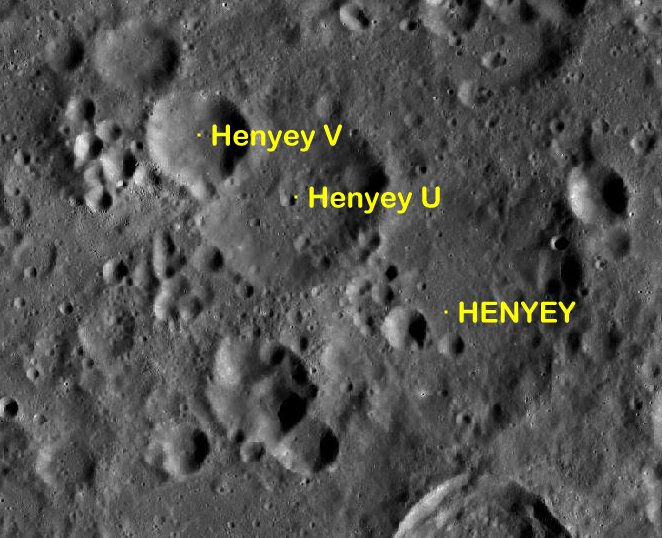
Cràters satèl·lit

Henyey es troba al marge oriental de la Conca Dirichlet-Jackson.

## Cràters satèl·lit
Per convenció aquests elements són identificats en els mapes lunars posant la lletra en el costat del punt central del cràter que està més proper a Henyey.
| Henyey | Coordenades                            | Diàmetre |
| ------ | -------------------------------------- | -------- |
| U      | 14° 12′ N, 153° 00′ O / 14.2°N,153.0°O | 45 km    |
| V      | 14° 42′ N, 153° 54′ O / 14.7°N,153.9°O | 26 km    |